# Françoise (À la recherche du temps perdu)
Pour les articles homonymes, voir Françoise.

Françoise est un personnage du principal roman de Marcel Proust, À la recherche du temps perdu.

## Caractéristiques du personnage
Personnage très largement inspiré de Céleste Albaret, servante de l'auteur, Françoise a été employée chez la tante Léonie à Combray avant d'entrer au service du narrateur. Si son nom la rattache, d'une autre façon que la noblesse, à une identité historique, c'est parce qu’elle est souvent utilisée pour illustrer des réflexions sur le peuple. Françoise traverse la presque totalité du roman. Elle est parfois généreuse, parfois insensible, à l'égard du narrateur par exemple, dont elle dit qu'« il ne vaut pas la corde pour se pendre ». 
Elle n’aime pas Albertine depuis qu’elle la connaît. Elle a d'ailleurs prévenu le narrateur qu’elle lui ferait du chagrin.
Françoise est aussi présentée comme extrêmement habile à s’exprimer, et elle prend souvent du pouvoir sur le narrateur. En ce sens, elle est l’héritière des Scapin et des Arlequin du XVIIe siècle.
C'est une cuisinière remarquable, qu'on découvre féroce envers des chefs célèbres de son temps, seul celui du Café Anglais trouvant grâce à ses yeux. Monsieur de Norpois tient son bœuf bourguignon pour délicieux, ce qu’elle trouve tout naturel.

## Analyse
Proust analyse ce personnage et décrit : « (…) avec subtilité le caractère de cette vieille servante, de cette paysanne si représentative de son milieu et de l'époque où elle a vécu (…) ».

## Interprètes
- Denise Gence dans Les Cent Livres : À la recherche du temps perdu de Claude Santelli (1971)
- Hélène Surgère dans Le Temps retrouvé de Raoul Ruiz (1999)
- Liliane Rovère dans La Captive de Chantal Akerman (2000)
- Anna Danais dans À la recherche du temps perdu de Nina Companeez  (2011)
- Julie Sicard dans Le Côté de Guermantes, adaptation théâtrale écrite et mise en scène par Christophe Honoré à la Comédie-Française (2020)